# Fingermalen
Fingermalen (englisch: finger painting) ist ein freies Gestalten durch das Aufstreichen von Farben direkt mit den Fingern auf Papier oder ein anderes Material oder das Nachzeichnen von Formen mit dem Finger.

## Entwicklung

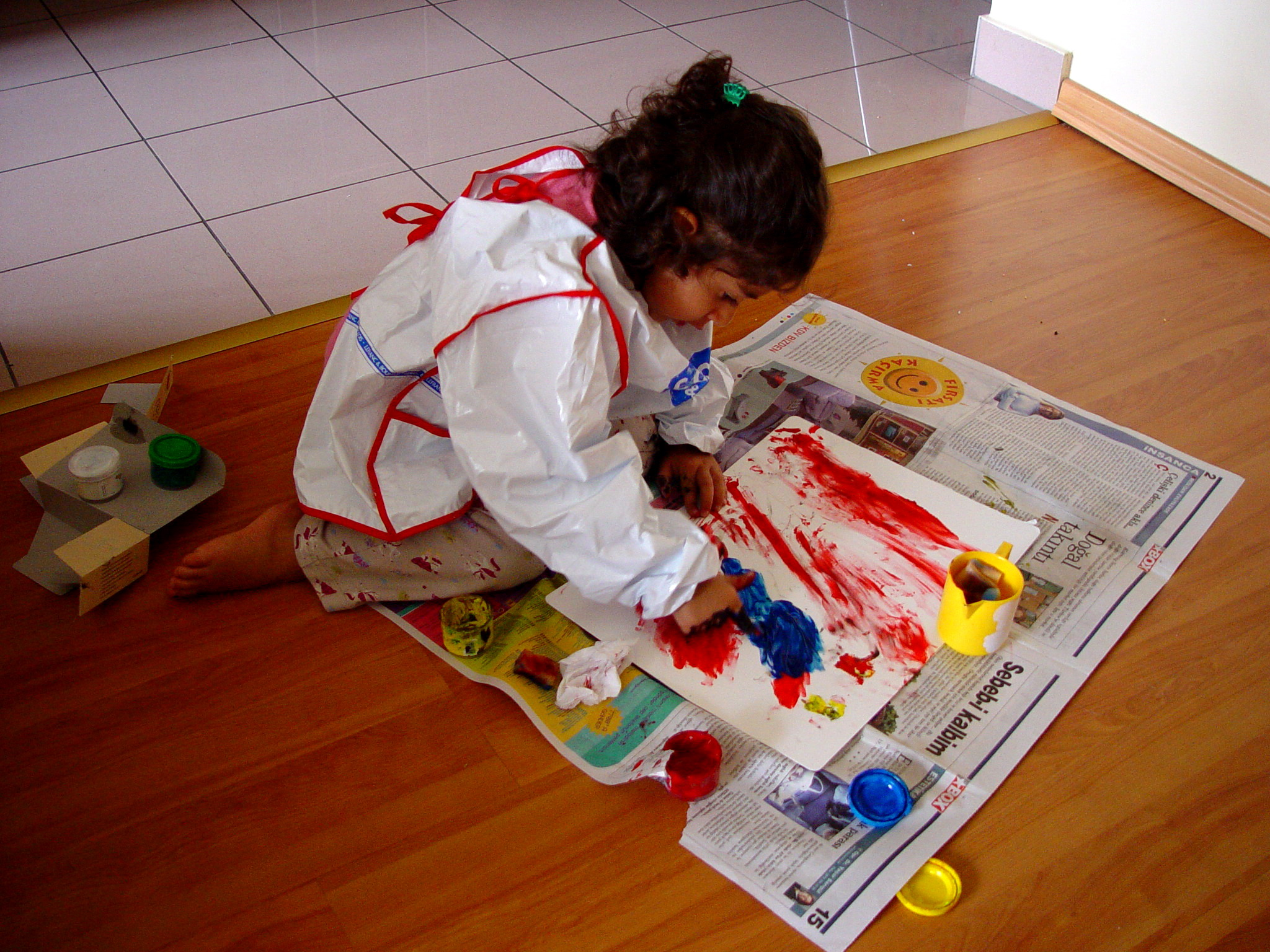
Kind beim Fingermalen

Kinder beginnen bereits in frühen Jahren mit Dingen zu spielen und Sachen auszuprobieren. So kann es vorkommen, dass sie mit ihren Fingern versuchen bestimmte Dinge zu malen.
Fingerfarben und Ton werden bereits seit vielen Jahren in der Kunsterziehung im Kindergarten und Grundschulen eingesetzt. Mit der Zeit fanden diese Verfahren aber auch mehr Anwendung in höheren Stufen und in der Psychotherapie sowie Sonderpädagogik. Neben klassischen Mal-Utensilien werden aber auch Haushaltsgegenstände wie zum Beispiel Vaseline, Hautcreme oder Schokolade verwendet.

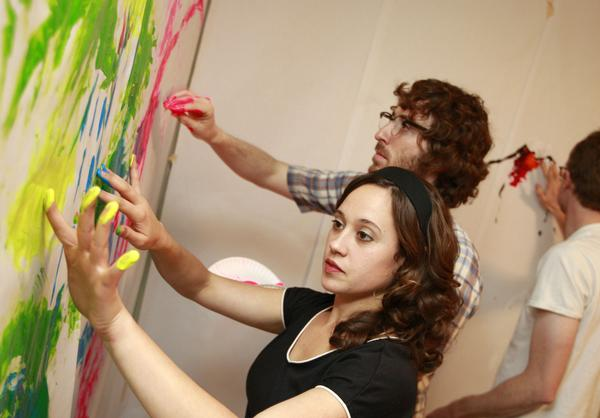
Erwachsene beim Fingermalen

Durch neue informationstechnische Geräte mit Touchscreen-Funktionen, wie beispielsweise Tabletcomputer, Grafiktabletts, Smart Boards oder Smartphones und dementsprechende Software (wie Malprogrammen) lässt sich auch digital mit den Fingern malen. Neuere Anwendungen wie Paint3D unterstützen zudem auch ein digitales Fingermalen in der dritten Dimension.
Neben dem Malen mit den Fingern gibt es auch andere Möglichkeiten, Gegenstände mit dem Körper zu malen oder zeichnen. Hierzu gehören beispielsweise die Füße.

## Kunsterziehung

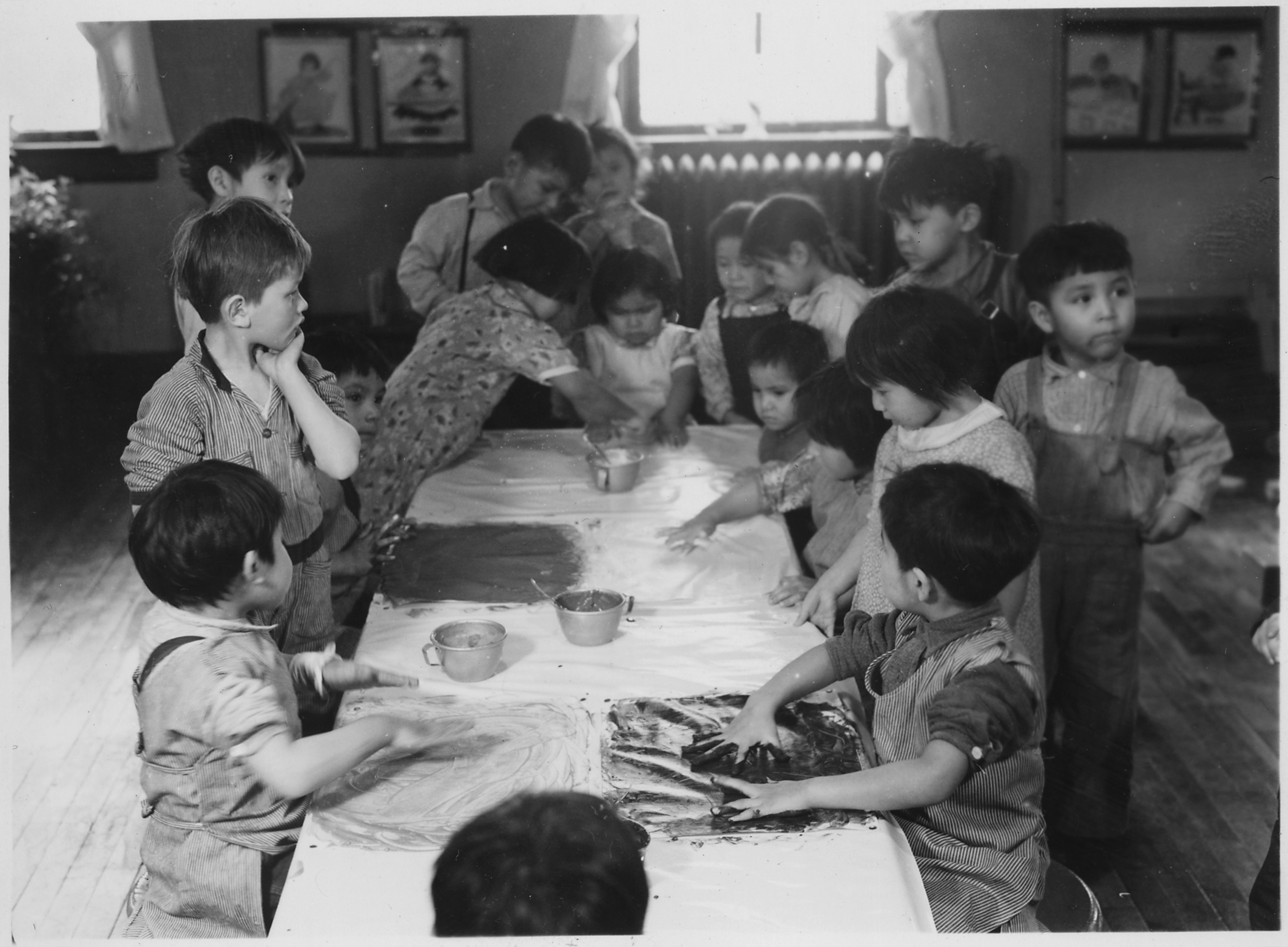
Fingermalen in der Gruppe

In der Kunsterziehung gibt es mehrere Anwendungen und Spiele für das Fingermalen. Ein bekanntes Beispiel ist das Nachzeichnen einzelner Wörter oder Muster auf dem Rücken eines Partners. Dadurch wird eine musikalische und rhythmische Einstimmung gefördert und ein erster näherer Körperkontakt mit dem Partner vermittelt. Dies kann dazu führen, dass Hemmungen abgebaut werden und mehr Nähe und Vertrauen zum Partner aufgebaut wird. Zudem kann das Fingermalen eine beruhigende Wirkung haben und durch die mögliche Flexibilität mehr Spielraum für das Ausprobieren von kreativen Gedanken geboten werden. Bei Menschen mit Behinderungen oder anderen Problemen kann es hilfreich sein sich weiter zu öffnen und sich so besser auszudrücken, da u. a. keine besondere Geschicklichkeit benötigt wird, das Verfahren einfach zu erlernen ist und damit weniger Niederschläge mit sich bringt und viel Spielraum bietet.

## Therapeutische Anwendung
In der Kunsttherapie und Gestalttherapie werden vornehmend bei Kindern durch das Fingermalen ein ungehemmter Ausdruck von Gefühlen und Stimmungen gefördert, was es der Person ermöglicht sich mehr zu öffnen und wohler zu fühlen.